# ゼロの使い魔
『ゼロの使い魔』（ゼロのつかいま）は、MF文庫Jから刊行されたヤマグチノボルによる日本のライトノベル。イラストは兎塚エイジが担当。また、これを原作とするメディアミックス作品である。略称は「ゼロ魔」、「ゼロ使」。
全22巻の作品であるがヤマグチノボルが自身で完成できたのは20巻までである。ヤマグチは20巻のあとがきでこの作品が残り2巻で完結することを明らかにしていたが、その後自らが末期癌であることを公表した。2012年9月時点で「ラストまでのプロットを完成させた」と述べていたが、2013年4月4日に死去したため、残り2巻を残して当作品は絶筆となった。
しかし前述の通りプロットは完成していたことに加え、ヤマグチ本人及び遺族の意向により、生前に選任された別の人物に引き継ぐ形で続巻が刊行されることが2015年6月25日に公表された。そして、第21巻が2016年2月25日に全世界同時に発売された。5年ぶりに出版された第21巻の発行人によるあとがきにて、残り1巻をもって完結予定であることを再び表明。2017年2月24日に最終巻となる第22巻が発売され、その後文庫未収録であった短編、およびヤマグチが遺した未公開プロットが収録された『ゼロの使い魔 Memorial BOOK』が2017年6月24日に発売された。この作品には作家の志瑞祐からコメントが寄せられ、非公開だった代筆者が自身であることを明かした。

## あらすじ
平凡な高校生・平賀才人はある日突然、異世界ハルケギニアに召喚されてしまう。才人を召喚したのは、トリステイン魔法学院の生徒でありながら魔法の才能がまるで無い「ゼロのルイズ」こと、ルイズ・フランソワーズ・ル・ブラン・ド・ラ・ヴァリエールだった。
人を召喚するという前代未聞の所業を笑われたルイズは、才人を犬扱いと険悪な関係から物語ははじまる。
才人の元の世界へ帰りたいという希望と、時がたつにつれて縮まっていくルイズと才人の距離、両立しないそれらの葛藤と、エルフとの対立を中心とした始祖ブリミルの因縁の2つを軸に話は展開される。

## 登場人物
平賀才人
本作の主人公。ルイズに使い魔として召喚された日本人の男子高校生。伝説の使い魔「ガンダールヴ」として、あらゆる武器を使いこなす。言葉を話す魔剣、「インテリジェンスソード」の「デルフリンガー」を愛用する。
ルイズ・フランソワーズ・ル・ブラン・ド・ラ・ヴァリエール
本作のヒロイン。トリステイン魔法学院の女生徒。トリステイン王国の貴族（魔法使い）だが、一般的な魔法は不得手で、「ゼロのルイズ」と呼ばれる落ちこぼれ。実は伝説の系統魔法「虚無」の使い手。

## 用語

### 地理・国家・組織
異世界
才人が召喚された世界。月が2つ浮かび、魔法が実在する。異世界全体は、ハルケギニア、アルビオン、エルフの国（砂漠地帯）、東方の各地域から構成される。
ハルケギニア
物語の主な舞台となる異世界の大陸（広義では、アルビオンを含む）。トリステイン王国、ガリア王国、帝政ゲルマニア、ロマリア皇国といくつかの小国が存在する。各国では魔法を使えるメイジが貴族とされ、支配階級となっている。
トリステイン王国
物語の主要な舞台となる国。首都はトリスタニア。
トリステイン魔法学院
ルイズらが所属する全寮制のメイジ養成学校。

### 魔法関連
メイジ
魔法を使う者の総称。
魔法
本作に登場する魔法には、一般的なメイジが用いる四系統魔法と口語（コモン）魔法、伝説の魔法系統である虚無、精霊や魔獣・エルフが用いる先住魔法の4種が存在する。
四系統魔法
メイジが用いる魔法で、火、水、風、土の4系統が存在する。各メイジはいずれか1つの系統を得意とし、その系統の使い手と呼ばれる。魔法の熟達により、複数の系統を使いこなすこともできる。同時に扱える系統が増えるにつれドット（1系統のみ）、ライン（2系統、または1系統の2乗）、トライアングル（3系統、または1〜2系統の3乗）、スクウェア（4系統全て、または1〜3系統の4乗）の使い手と呼ばれる。複数の系統を組み合わせることで、初めて使える魔法も存在する。
コモン魔法
扉の開閉やランプに火を灯すなどの簡単な呪文で、系統に関係なくメイジなら誰でも使えるらしい。こちらは魔法語（ルーン）ではなく、一般的なコモンの詠唱によって発動する。メイジが使い魔を呼び出す「サモン・サーヴァント」も、コモンマジックの一種。
得意な系統がわかるとうまく扱えるようになる。ルイズも「虚無」に目覚めた後にはきちんと成功するようになった。
使い魔
メイジが召喚し、終生メイジに付き従う者。一般的には動物や魔獣。平賀才人は、ルイズが召喚した使い魔。
虚無
四系統に属さない喪われた系統で、唯一先住魔法に対抗できる力。特徴としては、 
- 詠唱が極端に長い。
- 物によっては詠唱途中でも長さに応じた威力を発揮できる。
- 普通では有り得ない魔法を行使できる。

などが挙げられる。
なお、虚無の力が失われると後天的に四系統魔法のいずれかに目覚めることが最終巻にて暗示された。
先住魔法
自然の力を借りて事象に干渉する力で、扱う者は「行使手」と呼ばれる。彼らは「先住魔法」と呼ばれるのを嫌い、この力を「精霊の力」と呼んでいる。
メイジが使う魔法とは別物らしく、デルフいわく魔法は「理を捻じ曲げて行使する力」であるが、先住魔法は「理に沿って行使する力」であるため、魔法以上に強力な力。
ただし、強い力を使うには土地との契約が必要などの制約が伴うため、守りには強いが攻めには向いていない。

## 外伝作品
タバサの冒険
タバサを主役にすえたスピンオフ小説。著者・挿絵は本編と同じくヤマグチノボル・兎塚エイジのコンビ。ワーズギアの携帯電子書籍サイト「最強☆読書生活」にて、定期購読という形で週刊掲載されていた。MF文庫Jから文庫本も刊行されている（全3巻）。
「北花壇警護騎士（シュヴァリエ・ド・ノールパルテル）」であるタバサが、従姉妹のガリア王国北花壇警護騎士団長、王女イザベラより出される数々の任務を、黙々とこなしていく。
烈風（かぜ）の騎士姫
ルイズの母親であるカリーヌ・デジレを主人公に、その若き日を描くスピンオフ小説作品。21巻にてアンリエッタとマザリーニの会話中で主要登場人物とタイトルにもなっているカリンの二つ名「烈風の騎士姫」の名前が登場し、『ゼロの使い魔』本編における過去の話であると正式に判明している（全2巻。3巻以降の予定もあったが絶版となった）。

## 評価
2017年2月時点で全世界シリーズ累計発行部数は680万部を記録している。作者の没後に別人へ引き継がれて発売された第21巻は、オリコンの週間ライトノベルランキング（2016年3月7日付け）で1位になり、発売から1か月足らずで重版がかかったという。

## 既刊一覧

### 小説
特記のない限り、著者はヤマグチノボル、イラスト担当は兎塚エイジ、レーベルはMF文庫J。

#### 本編
- 『ゼロの使い魔』 メディアファクトリー→KADOKAWA、全22巻
  - 『ゼロの使い魔』、2004年6月30日初版第一刷発行（6月25日発売[18]）、ISBN 4-8401-1105-7
  - 『ゼロの使い魔2 風のアルビオン』、2004年9月30日初版第一刷発行（9月25日発売[19]）、ISBN 4-8401-1144-8
  - 『ゼロの使い魔3 始祖の祈祷書』、2004年12月31日初版第一刷発行（12月25日発売[20]）、ISBN 4-8401-1196-0
  - 『ゼロの使い魔4 誓約の水精霊』、2005年3月31日初版第一刷発行（3月25日発売[21]）、ISBN 4-8401-1236-3
  - 『ゼロの使い魔5 トリスタニアの休日』、2005年7月31日初版第一刷発行（7月25日発売[22]）、ISBN 4-8401-1290-8
  - 『ゼロの使い魔6 贖罪の炎赤石』、2005年11月30日初版第一刷発行（11月25日発売[23]）、ISBN 4-8401-1449-8
  - 『ゼロの使い魔7 銀の降臨祭』、2006年2月28日初版第一刷発行（2月24日発売[24]）、ISBN 4-8401-1501-X
  - 『ゼロの使い魔8 望郷の小夜曲』、2006年6月30日初版第一刷発行（6月23日発売[25]）、ISBN 4-8401-1542-7
  - 『ゼロの使い魔9 双月の舞踏会』、2006年9月30日初版第一刷発行（9月25日発売[26]）、ISBN 4-8401-1707-1
  - 『ゼロの使い魔10 イーヴァルディの勇者』、2006年12月31日初版第一刷発行（12月25日発売[27]）、ISBN 4-8401-1766-7
  - 『ゼロの使い魔11 追憶の二重奏』、2007年5月31日初版第一刷発行（5月25日発売[28]）、ISBN 978-4-8401-1859-0
  - 『ゼロの使い魔12 妖精達の休日』、2007年8月31日初版第一刷発行（8月24日発売[29]）、ISBN 978-4-8401-1900-9
  - 『ゼロの使い魔13 聖国の世界扉』、2007年12月31日初版第一刷発行（12月25日発売[30]）、ISBN 978-4-8401-2110-1
  - 『ゼロの使い魔14 水都市の聖女』、2008年5月31日初版第一刷発行（5月23日発売[31]）、ISBN 978-4-8401-2319-8
  - 『ゼロの使い魔15 忘却の夢迷宮』、2008年9月30日初版第一刷発行（9月25日発売[32]）、ISBN 978-4-8401-2418-8
    - DVD付き特装版（同日発売[33]）、ISBN 978-4-8401-2419-5

  - 『ゼロの使い魔16 ド・オルニエールの安穏』、2009年2月28日初版第一刷発行（2月25日発売[34]）、ISBN 978-4-8401-2664-9
  - 『ゼロの使い魔17 黎明の修道女』、2009年6月30日初版第一刷発行（6月25日発売[35]）、ISBN 978-4-8401-2807-0
  - 『ゼロの使い魔18 滅亡の精霊石』、2010年1月31日初版第一刷発行（1月25日発売[36]）、ISBN 978-4-8401-3153-7
  - 『ゼロの使い魔19 始祖の円鏡』、2010年7月31日初版第一刷発行（7月23日発売[37]）、ISBN 978-4-8401-3454-5
  - 『ゼロの使い魔20 古深淵の聖地』、2011年2月28日初版第一刷発行（2月25日発売[38]）、ISBN 978-4-8401-3821-5
  - 『ゼロの使い魔21 六千年の真実』、2016年2月29日初版第一刷発行（2月25日発売[39]）、ISBN 978-4-04-068118-4
  - 『ゼロの使い魔22 ゼロの神話』、2017年2月25日初版第一刷発行（2月24日発売[40]）、ISBN 978-4-04-069084-1

#### 短編集
- 『ゼロの使い魔 Memorial BOOK』 KADOKAWA、2017年6月25日初版第一刷発行（6月24日発売[41]）、ISBN 978-4-04-069233-3

#### 外伝
- 『ゼロの使い魔外伝 タバサの冒険』 メディアファクトリー、全3巻
  1. 2006年10月31日初版第一刷発行（10月25日発売[42]）、ISBN 4-8401-1726-8
  2. 2007年10月31日初版第一刷発行（10月25日発売[43]）、ISBN 978-4-8401-2058-6
  3. 2009年3月31日初版第一刷発行（3月25日発売[44]）、ISBN 978-4-8401-2727-1
- 『烈風の騎士姫』 メディアファクトリー、全2巻
  1. 2009年10月23日発売[45]、ISBN 978-4-8401-3053-0
  2. 2010年3月25日発売[46]、ISBN 978-4-8401-3246-6

#### Audible版
- 【朗読版】『ゼロの使い魔』（第1巻のオーディオブック、2016年7月15日発売、収録時間：5時間21分、朗読：釘宮理恵[47]）

### 漫画
特記のない限り、原作者はヤマグチノボル、メディアファクトリー〈MFコミックス アライブシリーズ〉より出版。
- 望月奈々（作画） 『ゼロの使い魔』 全7巻 - 一部オリジナルエピソードが加わったりしているものの、時間軸やエピソード、ストーリーなどは原作に忠実に描写されている。
  1. 2006年12月22日発売[48]、ISBN 4-8401-1647-4
  2. 2007年5月23日発売[49]、ISBN 978-4-8401-1910-8
  3. 2007年10月23日発売[50]、ISBN 978-4-8401-1965-8
  4. 2008年3月22日発売[51]、ISBN 978-4-8401-2209-2
  5. 2008年8月23日発売[52]、ISBN 978-4-8401-2257-3
  6. 2009年3月23日発売[53]、ISBN 978-4-8401-2551-2
  7. 2010年1月23日発売[54]、ISBN 978-4-8401-2969-5
- 今拓人（作画） 『ゼロの使い魔外伝 タバサの冒険』 全5巻
  1. 2008年9月22日発売[55]、ISBN 978-4-8401-2268-9
  2. 2009年3月23日発売[56]、ISBN 978-4-8401-2552-9
  3. 2010年1月23日発売[57]、ISBN 978-4-8401-2970-1
  4. 2010年8月23日発売[58]、ISBN 978-4-8401-3359-3
- 緋賀ゆかり（作画） 『ゼロの使い魔 シュヴァリエ』 全4巻 - 物語は小説の6〜7巻にあたる部分。
  1. 2010年8月23日発売[59]、ISBN 978-4-8401-3358-6
  2. 2011年8月23日発売[60]、ISBN 978-4-8401-4025-6
  3. 2012年6月23日発売[61]、ISBN 978-4-8401-4483-4
  4. 2013年5月23日発売[62]、ISBN 978-4-8401-5059-0
- タカムラマサヤ（作画） 『ゼロのちゅかいま よーちえんnano!』 全3巻
  1. 2010年8月23日発売[63]、ISBN 978-4-8401-3360-9
  2. 2011年8月23日発売[64]、ISBN 978-4-8401-4023-2
  3. 2012年4月23日発売[65]、ISBN 978-4-8401-4453-7

### 関連書籍

#### 公式アンソロジーコミック
- 『ゼロの使い魔　公式アンソロジーコミック』 メディアファクトリー〈MFコミックス アライブシリーズ〉、全9冊
  - 『ゼロの使い魔 公式アンソロジーコミック 火魔法の章』、2007年8月23日発売[66]、ISBN 978-4-8401-1944-3
  - 『ゼロの使い魔 公式アンソロジーコミック 水魔法の章』、2007年9月22日発売[67]、ISBN 978-4-8401-1957-3
  - 『ゼロの使い魔 公式アンソロジーコミック 土魔法の章』、2007年10月23日発売[68]、ISBN 978-4-8401-1966-5
  - 『ゼロの使い魔 公式アンソロジーコミック 風魔法の章』、2007年12月22日発売[69]、ISBN 978-4-8401-1981-8
  - 『ゼロの使い魔 公式アンソロジーコミック 水のルビーの章』、2008年1月23日発売[70]、ISBN 978-4-8401-1994-8
  - 『ゼロの使い魔 公式アンソロジーコミック 火のルビーの章』、2008年2月23日発売[71]、ISBN 978-4-8401-2202-3
  - 『ゼロの使い魔 公式アンソロジーコミック 風のルビーの章』、2008年7月23日発売[72]、ISBN 978-4-8401-2248-1
  - 『ゼロの使い魔 公式アンソロジーコミック 土のルビーの章』、2008年8月23日発売[73]、ISBN 978-4-8401-2258-0
  - 『ゼロの使い魔 公式アンソロジーコミック トリステインの章』、2008年9月23日発売[74]、ISBN 978-4-8401-2267-2

#### ムック
特記のない限りメディアファクトリーから発行されている。
- 『ゼロの使い魔 Perfect Book』 宝島社、2008年1月5日第1刷発行（2007年12月22日発売[75]）、ISBN 978-4-7966-5986-4
  - 『このライトノベルがすごい!』編集部によりまとめられた著者の創作秘話、イラストギャラリー、キャラクターガイド、ストーリー分析、小説内の設定などを収録。
- 『Zero 〜ゼロの使い魔 兎塚エイジ Illust collection〜』2008年1月25日発売[76]、ISBN 978-4-8401-2069-2
  - 挿絵担当の兎塚エイジの個人画集。ゼロの使い魔1巻〜12巻のカラー・モノクロイラスト、DVDパッケージ、ポスター、「月刊コミックアライブ」表紙イラストを全部収録。また、未発表原稿、ラフ画、画集専用の描き下ろしイラストなども収録。
- 『ゼロの使い魔〜双月の騎士〜ルイズ写真集』 一迅社、2008年9月20日発売[77]、ISBN 978-4-7580-1112-9
- 『Finale ゼロの使い魔コンプリートイラストコレクション 兎塚エイジ アートワークス』 KADOKAWA、2017年3月25日発売[78]、ISBN 978-4-04-069213-5

## テレビアニメ
キャラクターデザインは全期とも藤井昌宏、アニメーション制作はJ.C.STAFFが担当した。

### シリーズ一覧
ゼロの使い魔
第1期に当たる。タイトルは原作と同じ。2006年7月から同年9月まで、独立局6局とテレビ東京系列1局とキッズステーションの計8局で放送された。全13話。監督には岩崎良明、シリーズ構成には吉岡たかをが起用された。放送期間中は、公式サイトにて専用オリジナル予告映像が週替わりで流れていた。この予告映像は、DVDにも収録されている。
ゼロの使い魔〜双月の騎士〜
第2期に当たる。タイトルの読みは「ゼロのつかいま ふたつきのきし」。第1期の続編として2007年7月から同年10月まで放送された。全12話。放送局も第1期と同じ。ただし、第1期当時は制作予定が無かった（声優達がスタッフにそう告げられていたことを、インタビューの際に公表している）ため、前期のスタッフの多くは決定済みのスケジュールに従い、同時期放送の『スカイガールズ』の制作に移行した。その結果、監督には紅優、シリーズ構成には河原ゆうじなど、新たな面々が起用された。
放送開始前の2007年6月8日から同年7月までは、キッズステーションで原作者のヤマグチノボルやルイズ役の釘宮理恵と平賀才人役の日野聡が選んだ3話、及びキッズステーション公式サイトでの投票で選ばれた2話による前期傑作選の計5話が放送された。
ゼロの使い魔〜三美姫の輪舞〜
第3期に当たる。タイトルの読みは「ゼロのつかいま プリンセッセのロンド」。「月刊コミックアライブ」2008年2月号や第2期公式サイトで第3期の制作が発表された後、2008年3月27日には第3期公式サイトで正式タイトルが発表された。放送局は前作からKBS京都を除いた計7局で、2008年7月から同年9月まで放送された。全12話。監督には前期と同じく紅優が起用されたが、シリーズ構成には河原に代わって長谷川菜穂子が起用された。なお、主題歌を含めた音楽制作は今期よりコロムビアミュージックエンタテインメント（現・日本コロムビア）となっている。
ゼロの使い魔F
第4期に当たる。シリーズ完結作。タイトルの「F」には、「4（フォー）」「ファイナル」「フォーエバー」など、複数の意味が込められている。2011年8月に第4期の制作が発表され、2012年1月から同年3月までチバテレビをはじめ独立局系のほか、AT-X（製作委員会に参加）にて放送された。また、シリーズ初となるBSデジタル放送局・BS11でも放送された。全12話。第1期の監督を担当した岩崎が監督へ復帰し、原作者のヤマグチノボルがシリーズ構成を担当するなど、スタッフの再変更が行われた。
放送開始前の2011年10月から同年12月までは、第1期から第3期までの話から選ばれた全13話の傑作選が放送された。

### スタッフ
|                                 | 第1期                  | 第2期                  | 第3期                  | 第4期                                                 |
| ------------------------------- | ---------------------- | ---------------------- | ---------------------- | ----------------------------------------------------- |
| 原作                            | ヤマグチノボル         | ヤマグチノボル         | ヤマグチノボル         | ヤマグチノボル                                        |
| 監督                            | 岩崎良明               | 紅優                   | 紅優                   | 岩崎良明                                              |
| シリーズ構成                    | 吉岡たかを             | 河原ゆうじ             | 長谷川菜穂子           | ヤマグチノボル                                        |
| キャラクター原案                | 兎塚エイジ             | 兎塚エイジ             | 兎塚エイジ             | 兎塚エイジ                                            |
| チーフライター                  | N/A                    | N/A                    | N/A                    | ヤスカワショウゴ                                      |
| キャラクターデザイン 総作画監督 | 藤井昌宏               | 藤井昌宏               | 藤井昌宏               | 藤井昌宏                                              |
| プロップデザイン                | 飯塚晴子               | 藤井昌宏               | 藤井昌宏               | 野田康行                                              |
| 美術監督                        | 廣瀬義憲               | 廣瀬義憲               | 廣瀬義憲               | 廣瀬義憲                                              |
| 色彩設計                        | 石川恭介               | 石川恭介               | 石川恭介               | 石川恭介                                              |
| 色彩設計                        | N/A                    | N/A                    | N/A                    | 但野ゆきこ                                            |
| 撮影監督                        | 丸茂力也               | 福世晋吾               | 中西智一               | 武原健二                                              |
| 編集                            | 後藤正浩               | 後藤正浩               | 後藤正浩               | 後藤正浩                                              |
| 音楽                            | 光宗信吉               | 光宗信吉               | 光宗信吉               | 光宗信吉                                              |
| 音響監督                        | 高橋剛                 | 高橋剛                 | 高橋剛                 | 明田川仁                                              |
| プロデューサー                  | 松尾光広               | 松尾光広               | 松尾光広               | 松尾光広                                              |
| プロデューサー                  | 市井美帆               | 市井美帆               | 市井美帆               | 瀧口晃平、橋本武志、木谷高明 松永芳幸、八木仁、南寛将 |
| プロデューサー                  | 堀内麻紀               | 加藤正純               | 加藤正純               | 加藤正純                                              |
| アニメーション制作              | J.C.STAFF              | J.C.STAFF              | J.C.STAFF              | J.C.STAFF                                             |
| 製作                            | ゼロの使い魔製作委員会 | ゼロの使い魔製作委員会 | ゼロの使い魔製作委員会 | ゼロの使い魔F製作委員会                               |

### 主題歌
後述のゲームと共にすべてのシリーズで、オープニングテーマを歌手のICHIKOが、エンディングテーマをルイズ名義で釘宮理恵が担当している。
第1期
オープニングテーマ「First kiss」
作詞・歌 - ICHIKO / 作曲・編曲 - 新井理生
- 第13話のみSE付き。

エンディングテーマ「ホントノキモチ」
作詞 - 森由里子 / 作曲・編曲 - 新井理生 / 歌 - ルイズ（釘宮理恵）
- 第13話ではエピローグ時に流れた。

第2期
オープニングテーマ「I SAY YES」
作詞 - 森由里子 / 作曲 - 坂部剛 / 編曲 - 新井理生 / 歌 - ICHIKO
- 第12話のみSE付き。

エンディングテーマ「スキ? キライ!? スキ!!!」
作詞 - 森由里子 / 作曲・編曲 - 新井理生 / 歌 - ルイズ（釘宮理恵）
- 第12話のみSE付き。

第3期
オープニングテーマ「YOU'RE THE ONE」
作詞 - 森由里子 / 作曲 - 牧野幸介 / 編曲 - 新井理生 / 歌 - ICHIKO
- 第12話TV版のみ、ボーカル無しのインストゥルメンタル・バージョンがエンディングテーマの代わりとしてエピローグ時に流れた。

エンディングテーマ「ゴメンネ♥」
作詞 - 森由里子 / 作曲 - 牧野幸介 / 編曲 - 渡部チェル / 歌 - ルイズ（釘宮理恵）
- 第12話ではDVD版にのみ使用されているが、曲の冒頭にルイズの台詞がない。

第4期
オープニングテーマ「I'LL BE THERE FOR YOU」
作詞 - 森由里子 / 作曲 - 岩崎貴文 / 編曲 - 新井理生 / 歌 - ICHIKO
エンディングテーマ「キスシテ↑アゲナイ↓」（第2話 - 第12話）
作詞 - 森由里子 / 作曲・編曲 - 大石憲一郎 / 歌 - ルイズ（釘宮理恵）
- 第1話はEDがないため未使用。

挿入歌「First kiss」（第12話）
歌 - ICHIKO

### 評価
「2006年度読者が選ぶアニメキャラ大賞」では「セクシーだったDE賞」でキュルケが9位、「ワガママだったDE賞」でルイズが3位をそれぞれ獲得している。
「2007年度読者が選ぶアニメキャラ大賞」では「ワガママだったDE賞」でルイズが2位を獲得している。「2008年度読者が選ぶアニメキャラ大賞」では「セクシーだったでDE賞」でティファニアが10位を獲得している。

### 各話リスト
| 話数                                  | サブタイトル                 | 脚本                  | 絵コンテ              | 演出                  | 作画監督                                                                         | 原作収録巻                   | 備考                                      |
| 第1期『ゼロの使い魔』                 | 第1期『ゼロの使い魔』        | 第1期『ゼロの使い魔』 | 第1期『ゼロの使い魔』 | 第1期『ゼロの使い魔』 | 第1期『ゼロの使い魔』                                                            | 第1期『ゼロの使い魔』        | 第1期『ゼロの使い魔』                     |
| ------------------------------------- | ---------------------------- | --------------------- | --------------------- | --------------------- | -------------------------------------------------------------------------------- | ---------------------------- | ----------------------------------------- |
| 1                                     | ゼロのルイズ                 | 吉岡たかを            | 岩崎良明              | 岩崎良明              | 藤井昌宏                                                                         | 1巻                          | ヤマグチノボルセレクション                |
| 2                                     | 平民の使い魔                 | 吉岡たかを            | 二瓶勇一              | 吉本毅                | つるあかりみなみ                                                                 | 1巻                          |                                           |
| 3                                     | 微熱の誘惑                   | 吉岡たかを            | 上原秀明              | 上原秀明              | 柴田志朗                                                                         | 1巻                          |                                           |
| 4                                     | メイドの危機                 | 吉岡たかを            | 佐々木皓一            | 佐々木皓一            | 中島美子                                                                         | アニメオリジナル             |                                           |
| 5                                     | トリステインの姫君           | 吉岡たかを            | 鈴木洋平              | 鈴木洋平              | 篁馨、杉本功                                                                     | 1巻 2巻                      |                                           |
| 6                                     | 盗賊の正体                   | 吉岡たかを            | 福田道生              | 高島大輔              | 亀井治                                                                           | 1巻                          | 釘宮理恵セレクション                      |
| 7                                     | ルイズのアルバイト           | 吉岡たかを            | 大上相馬              | 山内東生雄            | 冷水由紀絵                                                                       | 5巻                          |                                           |
| 8                                     | タバサの秘密                 | 吉岡たかを            | 二瓶勇一              | 上田繁                | 杉本功 つるあかりみなみ                                                          | 3巻 4巻                      |                                           |
| 9                                     | ルイズの変心                 | 吉岡たかを            | 上原秀明              | 上原秀明              | 柴田志朗 木本茂樹                                                                | 4巻                          | 人気投票第1位                             |
| 10                                    | 姫君の依頼                   | 吉岡たかを            | 東海林真一            | 矢花馨                | 中島美子                                                                         | 2巻                          |                                           |
| 11                                    | ルイズの結婚                 | 吉岡たかを            | 鈴木洋平              | 鈴木洋平              | 亀井治 つるあかりみなみ 中村基                                                   | 2巻                          | 日野聡セレクション                        |
| 12                                    | ゼロの秘宝                   | 吉岡たかを            | 大上相馬              | 高島大輔              | 冷水由紀絵 木本茂樹 梶谷光春（メカ）                                             | 2巻 3巻                      |                                           |
| 13                                    | 虚無のルイズ                 | 吉岡たかを            | 岩崎良明              | 岩崎良明              | 藤井昌宏 梶谷光春（メカ）                                                        | 3巻 アニメオリジナル         | 人気投票第2位                             |
| 第2期『ゼロの使い魔〜双月の騎士〜』   |                              |                       |                       |                       |                                                                                  |                              |                                           |
| 1                                     | 女王陛下のゼロ               | 河原ゆうじ            | 鈴木洋平              | 鈴木洋平              | 藤井昌宏 棚澤隆（メカ）                                                          | アニメオリジナル             |                                           |
| 2                                     | 風と水の誓い                 | 北条千夏              | 中村守                | 高島大輔              | 冷水由紀絵 棚澤隆（メカ）                                                        | 4巻                          |                                           |
| 3                                     | 聖職者の剣                   | 河原ゆうじ            | 藤原良二              | 橋本敏一              | 冨岡寛 谷川政輝                                                                  | 6巻 7巻 8巻 アニメオリジナル |                                           |
| 4                                     | ヴァリエールの三姉妹         | 杉浦真夕              | 上原秀明              | 上原秀明              | 清水祐美 山本篤志 藤井昌宏                                                       | 6巻                          |                                           |
| 5                                     | 間諜の刻印                   | 河原ゆうじ            | 三宅和男              | 小林公二              | 大河原晴男                                                                       | アニメオリジナル             |                                           |
| 6                                     | 女王の休日                   | 北条千夏              | 鈴木洋平              | 鈴木洋平              | 長谷川眞也 川上哲也 川田剛                                                       | 5巻                          |                                           |
| 7                                     | 地底の秘密文書               | 河原ゆうじ            | 上原秀明              | 上原秀明              | 山本篤史 宮下雄次                                                                | アニメオリジナル             |                                           |
| 8                                     | 魔法学院の危機               | 杉浦真夕              | 佐々木皓一            | 佐々木皓一            | 伊藤奈美                                                                         | 6巻 アニメオリジナル         |                                           |
| 9                                     | 炎の贖罪                     | 杉浦真夕              | 福田道生              | 橋本敏一              | 冷水由紀絵 棚澤隆（メカ）                                                        | 6巻 アニメオリジナル         |                                           |
| 10                                    | 雪嶺の敵                     | 河原ゆうじ            | 高田耕一              | 小林公二              | 大河原晴男 棚澤隆（メカ）                                                        | アニメオリジナル             |                                           |
| 11                                    | 銀の降臨祭                   | 河原ゆうじ            | 福田道生 紅優         | 秋田谷典昭            | 宮下雄次 冷水由紀絵 冨岡寛 木野下澄江 棚澤隆（メカ）                             | 7巻                          |                                           |
| 12                                    | さよならの結婚式             | 北条千夏              | 鈴木洋平              | 鈴木洋平              | 藤井昌宏                                                                         | 7巻 アニメオリジナル         |                                           |
| 第3期『ゼロの使い魔〜三美姫の輪舞〜』 |                              |                       |                       |                       |                                                                                  |                              |                                           |
| 1                                     | 使い魔の刻印                 | 長谷川菜穂子          | 紅優                  | 橋本敏一              | 藤井昌宏                                                                         | 8巻 アニメオリジナル         |                                           |
| 2                                     | 森の妖精                     | 長谷川菜穂子          | 鈴木洋平              | 青井小夜              | 大河原晴男 冷水由紀絵 青井小夜                                                   | 8巻                          |                                           |
| 3                                     | 英雄のおかえり               | 長谷川菜穂子          | 上原秀明              | 岸川寛良              | 梶浦紳一郎 岡野幸男 藤井昌宏（総） 三木俊明（総）                                | 9巻                          |                                           |
| 4                                     | 噂の編入生                   | ヤスカワショウゴ      | 鈴木洋平              | 伊藤浩                | 大木良一                                                                         | 12巻                         |                                           |
| 5                                     | 魅惑の女子風呂               | 國澤真理子            | タムラコータロー      | 鈴木吉男              | 長坂寛治 藤井昌宏（総） 三木俊明（総） 坂田理（総）                              | 12巻                         |                                           |
| 6                                     | 禁断の魔法薬                 | 長谷川菜穂子          | 上原秀明              | 上原秀明              | 宮下雄次 内原茂 許宰銑                                                           | 12巻                         |                                           |
| 7                                     | スレイプニィルの舞踏会       | 中瀬理香              | 鈴木洋平              | 岸川寛良              | 佐藤清光 飯飼一幸 藤井昌宏（総） 三木俊明（総） 堀内博之（総）                   | 9巻                          |                                           |
| 8                                     | 東方号の追跡                 | ヤスカワショウゴ      | 橋本敏一              | 橋本敏一              | 大木良一 佐藤敏明                                                                | 10巻                         |                                           |
| 9                                     | タバサの妹                   | 國澤真理子            | 葛谷直行              | 岩田義彦              | 小野和寛 金紀杜 藤井昌宏（総） 三木俊明（総） 坂田理（総）                       | 10巻                         |                                           |
| 10                                    | 国境の峠                     | 中瀬理香              | 鈴木洋平              | 岸川寛良              | 三木俊明 坂田理 藤井昌宏（総）                                                   | 10巻                         |                                           |
| 11                                    | アーハンブラの虜（とりこ）   | ヤスカワショウゴ      | 上原秀明              | 上原秀明              | 内原茂 木野下澄江 松原一之                                                       | 10巻                         |                                           |
| 12                                    | 自由の翼                     | 長谷川菜穂子          | 鈴木洋平              | 鈴木洋平              | 大木良一 藤井昌宏                                                                | 11巻 アニメオリジナル        |                                           |
| ova                                   | 誘惑の砂浜                   | 國澤真理子            | タムラコータロー      | 橋本敏一              | 許宰銑 三木俊明 飯塚晴子（総） 木下由美子（総） 清水博幸（総）                   | アニメオリジナル             | テレビ放送されず、 DVD第4巻に収録された。 |
| 第4期『ゼロの使い魔F』                |                              |                       |                       |                       |                                                                                  |                              |                                           |
| 1                                     | 聖国のルイズ                 | ヤスカワショウゴ      | 岩崎良明              | 岩崎良明              | 藤井昌宏                                                                         | 13巻 アニメオリジナル        |                                           |
| 2                                     | 水都市（アクイレイア）の巫女 | ヤスカワショウゴ      | 堀之内元              | 堀之内元 藤本次朗     | 神本兼利                                                                         | 13巻 14巻 アニメオリジナル   |                                           |
| 3                                     | 無能王の乱心                 | ヤスカワショウゴ      | 柳伸亮                | 丸山由太              | 北川大輔 山本篤史 藤井昌宏（総）                                                 | 15巻 アニメオリジナル        |                                           |
| 4                                     | 女王陛下の恩賞               | 國澤真理子            | 岡村正弘              | 岡村正弘              | 前田学史 出野喜則 のりみそのみ 藤井昌宏（総）                                    | 16巻                         |                                           |
| 5                                     | ド・オルニエールの乙女たち   | 國澤真理子            | 園田雅裕              | 奥野浩行              | 落合瞳 北村晋也 藤井昌宏（総）                                                   | 16巻                         |                                           |
| 6                                     | 波乱の露天風呂               | 國澤真理子            | 鈴木洋平              | 鈴木洋平              | 戸田麻衣 長谷川亨雄 藤井昌宏（総）                                               | 17巻 18巻                    |                                           |
| 7                                     | 砂漠のエルフ                 | ヤスカワショウゴ      | 大久保正雄            | 嵯峨敏                | 小野和寛、兵渡勝 藤井昌宏（総）                                                  | 19巻                         |                                           |
| 8                                     | 逃亡の地下水道               | ヤスカワショウゴ      | 島崎奈々子 越田知明   | 村上貴之              | 神本兼利 市原圭子 原修一 藤井昌宏（総）                                          | 19巻 20巻 アニメオリジナル   |                                           |
| 9                                     | タバサの戴冠                 | 國澤真理子            | 堀之内元              | 藤本次朗              | 前田学史 北原サトシ 藤井昌宏（総）                                               |                              |                                           |
| 10                                    | 災厄の目覚め                 | ヤスカワショウゴ      | 島崎奈々子 越田知明   | 丸山由太              | 北川大輔 山本篤史 砂川正和 伊部由紀子 藤井昌宏（総）                             | アニメオリジナル             |                                           |
| 11                                    | ルイズの選択                 | ヤスカワショウゴ      | 岡村正弘              | 岡村正弘              | 落合瞳 神本兼利 藤井昌宏（総）                                                   | アニメオリジナル             |                                           |
| 12                                    | ゼロの使い魔                 | ヤスカワショウゴ      | 岩崎良明              | 岩崎良明              | 藤井昌宏 宮川智恵子 満田一 戸田麻衣 出野喜則 のりみそりみ（メカ） 藤井昌宏（総） | アニメオリジナル             |                                           |

| ゼロの使い魔傑作選『よりぬきゼロの使い魔』 | ゼロの使い魔傑作選『よりぬきゼロの使い魔』 | ゼロの使い魔傑作選『よりぬきゼロの使い魔』 |
| 話数                                       | 放送話                                     | サブタイトル                               |
| ------------------------------------------ | ------------------------------------------ | ------------------------------------------ |
| 1                                          | 第1期・第1話                               | ゼロのルイズ                               |
| 2                                          | 第1期・第2話                               | 平民の使い魔                               |
| 3                                          | 第1期・第7話                               | ルイズのアルバイト                         |
| 4                                          | 第1期・第12話                              | ゼロの秘宝                                 |
| 5                                          | 第1期・第13話                              | 虚無のルイズ                               |
| 6                                          | 第2期・第4話                               | ヴァリエールの三姉妹                       |
| 7                                          | 第2期・第6話                               | 女王の休日                                 |
| 8                                          | 第2期・第11話                              | 銀の降臨祭                                 |
| 9                                          | 第2期・第12話                              | さよならの結婚式                           |
| 10                                         | 第3期・第4話                               | 噂の編入生                                 |
| 11                                         | 第3期・第7話                               | スレイプニィルの舞踏会                     |
| 12                                         | 第3期・第11話                              | アーハンブラの虜                           |
| 13                                         | 第3期・第12話                              | 自由の翼                                   |

### 放送局
| 放送地域                              | 放送局                | 放送期間                                                                     | 放送日時                                                 | 放送系列              | 備考                  |
| 第1期『ゼロの使い魔』                 | 第1期『ゼロの使い魔』 | 第1期『ゼロの使い魔』                                                        | 第1期『ゼロの使い魔』                                    | 第1期『ゼロの使い魔』 | 第1期『ゼロの使い魔』 |
| ------------------------------------- | --------------------- | ---------------------------------------------------------------------------- | -------------------------------------------------------- | --------------------- | --------------------- |
| 千葉県                                | チバテレビ            | 2006年7月2日 - 9月24日                                                       | 日曜 24:30 - 25:00                                       | 独立UHF局             |                       |
| 神奈川県                              | tvk                   | 2006年7月2日 - 9月24日 2007年4月2日 - 6月25日                                | 日曜 25:30 - 26:00 日曜 26:15 - 26:45                    | 独立UHF局             |                       |
| 京都府                                | KBS京都               | 2006年7月2日 - 9月24日                                                       | 日曜 25:15 - 25:45                                       | 独立UHF局             |                       |
| 東京都                                | TOKYO MX              | 2006年7月4日 - 9月26日                                                       | 火曜 25:30 - 26:00                                       | 独立UHF局             |                       |
| 兵庫県                                | サンテレビ            | 2006年7月5日 - 9月27日                                                       | 水曜 26:05 - 26:35                                       | 独立UHF局             |                       |
| 愛知県                                | テレビ愛知            | 2006年7月6日 - 9月28日                                                       | 木曜 25:58 - 26:28                                       | テレビ東京系列        |                       |
| 日本全域                              | キッズステーション    | 2006年7月7日 - 9月29日 2006年12月29日 - 2007年1月3日 2007年1月22日 - 4月23日 | 金曜 24:00 - 24:30 金曜 24:30 - 25:30 月曜 24:30 - 25:00 | アニメ専門チャンネル  |                       |
| 埼玉県                                | テレ玉                | 2006年7月7日 - 9月29日                                                       | 金曜 25:30 - 26:00                                       | 独立UHF局             |                       |
| 日本全域                              | GYAO!                 | 2007年3月23日 - 6月15日                                                      | 木曜 12:00 - 12:30                                       | ネット配信            |                       |
| 第2期『ゼロの使い魔〜双月の騎士〜』   |                       |                                                                              |                                                          |                       |                       |
| 千葉県                                | チバテレビ            | 2007年7月8日 - 9月23日                                                       | 日曜 24:30 - 25:00                                       | 独立UHF局             |                       |
| 神奈川県                              | tvk                   | 2007年7月8日 - 9月23日 2008年4月7日 - 6月23日                                | 日曜 25:30 - 26:00 日曜 26:15 - 26:45                    | 独立UHF局             |                       |
| 京都府                                | KBS京都               | 2007年7月8日 - 9月23日                                                       | 日曜 25:15 - 25:45                                       | 独立UHF局             |                       |
| 東京都                                | TOKYO MX              | 2007年7月10日 - 9月25日                                                      | 火曜 25:30 - 26:00                                       | 独立UHF局             |                       |
| 兵庫県                                | サンテレビ            | 2007年7月11日 - 9月26日                                                      | 水曜 26:10 - 26:40                                       | 独立UHF局             |                       |
| 愛知県                                | テレビ愛知            | 2007年7月12日 - 9月28日                                                      | 木曜 25:58 - 26:28                                       | テレビ東京系列        |                       |
| 日本全域                              | キッズステーション    | 2007年7月13日 - 9月28日 2007年12月29日 - 12月31日 2008年4月10日 - 6月26日    | 金曜 24:00 - 24:30 金曜 25:00 - 27:00 木曜 24:30 - 25:00 | アニメ専門チャンネル  |                       |
| 埼玉県                                | テレ玉                | 2007年7月13日 - 9月28日                                                      | 金曜 25:30 - 26:00                                       | 独立UHF局             |                       |
| 第3期『ゼロの使い魔〜三美姫の輪舞〜』 |                       |                                                                              |                                                          |                       |                       |
| 千葉県                                | チバテレビ            | 2008年7月6日 - 9月21日                                                       | 日曜 24:30 - 25:00                                       | 独立UHF局             |                       |
| 神奈川県                              | tvk                   | 2008年7月6日 - 9月21日                                                       | 日曜 25:30 - 26:00                                       | 独立UHF局             |                       |
| 東京都                                | TOKYO MX              | 2008年7月8日 - 9月23日                                                       | 火曜 25:30 - 26:00                                       | 独立UHF局             |                       |
| 兵庫県                                | サンテレビ            | 2008年7月9日 - 9月24日                                                       | 水曜 26:10 - 26:40                                       | 独立UHF局             |                       |
| 愛知県                                | テレビ愛知            | 2008年7月10日 - 9月25日                                                      | 木曜 25:58 - 26:28                                       | テレビ東京系列        |                       |
| 日本全域                              | キッズステーション    | 2008年7月17日 - 10月9日                                                      | 木曜 24:30 - 25:00                                       | アニメ専門チャンネル  |                       |
| 埼玉県                                | テレ玉                | 2008年7月11日 - 9月26日                                                      | 金曜 25:30 - 26:00                                       | 独立UHF局             |                       |
| 傑作選『よりぬきゼロの使い魔』        |                       |                                                                              |                                                          |                       |                       |
| 東京都                                | TOKYO MX              | 2011年10月3日 - 12月26日                                                     | 月曜 27:00 - 27:30                                       | 独立局                |                       |
| 兵庫県                                | サンテレビ            | 2011年10月5日 - 12月28日                                                     | 水曜 26:05 - 26:35                                       | 独立局                |                       |
| 第4期『ゼロの使い魔F』                |                       |                                                                              |                                                          |                       |                       |
| 日本全域                              | AT-X                  | 2012年1月7日 - 3月24日                                                       | 土曜 8:30 - 9:00                                         | CS放送                | 製作委員会参加        |
| 千葉県                                | チバテレビ            | 2012年1月8日 - 3月25日                                                       | 日曜 24:30 - 25:00                                       | 独立局                |                       |
| 神奈川県                              | tvk                   | 2012年1月8日 - 3月25日                                                       | 日曜 25:30 - 26:00                                       | 独立局                |                       |
| 東京都                                | TOKYO MX              | 2012年1月9日 - 3月26日                                                       | 月曜 25:30 - 26:00                                       | 独立局                |                       |
| 愛知県                                | テレビ愛知            | 2012年1月10日 - 3月27日                                                      | 火曜 26:00 - 26:30                                       | テレビ東京系列        |                       |
| 兵庫県                                | サンテレビ            | 2012年1月10日 - 3月27日                                                      | 火曜 26:05 - 26:35                                       | 独立局                |                       |
| 日本全域                              | BS11                  | 2012年1月14日 - 3月31日                                                      | 土曜 24:00 - 24:30                                       | BS放送                | 第1期 - 第3期は未放送 |
| 日本全域                              | バンダイチャンネル    | 2012年2月3日 - 4月21日                                                       | 金曜 12:00 更新                                          | ネット配信            |                       |

### 映像特典
第3期DVD各巻収録の映像特典ピクチャードラマ。全7話。2人で芝居を行うといった内容になっており、前半はルイズがメイド役で才人が伯爵役に、後半はルイズが伯爵夫人役で才人が騎士役になる。
| 巻数 | サブタイトル                                                      | 脚本             | 原画     |
| ---- | ----------------------------------------------------------------- | ---------------- | -------- |
| 1    | トリスティン愛の劇場 『メイドの午後 愛のムチ編』                  | 國澤真理子       | 神本兼利 |
| 2    | トリスティン愛の劇場 『メイドの午後 二人きりの昼下がり編』        | 國澤真理子       | 神本兼利 |
| 3    | トリスティン愛の劇場 『メイドの午後 最後の夜編』                  | 國澤真理子       | 神本兼利 |
| 4    | 続・トリスティン愛の劇場 『バタフライ伯爵夫人の優雅な一日』序章   | ヤスカワショウゴ | 神本兼利 |
| 5    | 続・トリスティン愛の劇場 『バタフライ伯爵夫人の優雅な一日』第1章  | ヤスカワショウゴ | 神本兼利 |
| 6    | 続・トリスティン愛の劇場 『バタフライ伯爵夫人の優雅な一日』第2章  | ヤスカワショウゴ | 神本兼利 |
| 7    | 続・トリスティン愛の劇場 『バタフライ伯爵夫人の優雅な一日』最終章 | ヤスカワショウゴ | 神本兼利 |

### 関連商品

#### DVD / BD
| 巻  | 発売日         | 規格品番  | 規格品番  |
| 巻  | 発売日         | DVD       | BD        |
| --- | -------------- | --------- | --------- |
| 1   | 2006年9月22日  | ZMBZ-2881 | N/A       |
| 2   | 2006年10月25日 | ZMBZ-2882 | N/A       |
| 3   | 2006年11月24日 | ZMBZ-2883 | N/A       |
| 4   | 2006年12月22日 | ZMBZ-2884 | N/A       |
| 5   | 2007年1月25日  | ZMBZ-2885 | N/A       |
| 6   | 2007年2月23日  | ZMBZ-2886 | N/A       |
| BOX | 2009年3月6日   | ZMSZ-4470 | N/A       |
| BOX | 2011年10月26日 | N/A       | ZMAZ-7450 |

| 巻  | 発売日         | 規格品番  | 規格品番  |
| 巻  | 発売日         | DVD       | BD        |
| --- | -------------- | --------- | --------- |
| 1   | 2007年9月21日  | ZMBZ-3591 | N/A       |
| 2   | 2007年10月25日 | ZMBZ-3592 | N/A       |
| 3   | 2007年11月22日 | ZMBZ-3593 | N/A       |
| 4   | 2007年12月21日 | ZMBZ-3594 | N/A       |
| 5   | 2008年1月25日  | ZMBZ-3595 | N/A       |
| 6   | 2008年2月22日  | ZMBZ-3596 | N/A       |
| BOX | 2009年12月4日  | ZMSZ-5150 | N/A       |
| BOX | 2011年11月25日 | N/A       | ZMAZ-7451 |

| 巻  | 発売日         | 規格品番  | 規格品番  |
| 巻  | 発売日         | DVD       | BD        |
| --- | -------------- | --------- | --------- |
| 1   | 2008年9月25日  | ZMBZ-4241 | N/A       |
| 2   | 2008年10月24日 | ZMBZ-4242 | N/A       |
| 3   | 2008年11月21日 | ZMBZ-4243 | N/A       |
| 4   | 2008年12月25日 | ZMBZ-4244 | N/A       |
| 5   | 2009年1月23日  | ZMBZ-4245 | N/A       |
| 6   | 2009年2月25日  | ZMBZ-4246 | N/A       |
| 7   | 2009年3月25日  | ZMBZ-4247 | N/A       |
| BOX | 2010年3月5日   | ZMSZ-5350 | N/A       |
| BOX | 2011年12月21日 | N/A       | ZMAZ-7452 |

| 巻 | 発売日        | 規格品番  | 規格品番  |
| 巻 | 発売日        | DVD       | BD        |
| -- | ------------- | --------- | --------- |
| 1  | 2012年2月22日 | ZMBZ-7701 | ZMXZ-7691 |
| 2  | 2012年3月21日 | ZMBZ-7702 | ZMXZ-7692 |
| 3  | 2012年4月25日 | ZMBZ-7703 | ZMXZ-7693 |
| 4  | 2012年5月23日 | ZMBZ-7704 | ZMXZ-7694 |
| 5  | 2012年6月27日 | ZMBZ-7705 | ZMXZ-7695 |
| 6  | 2012年7月25日 | ZMBZ-7706 | ZMXZ-7696 |

| 巻 | 発売日        | 規格品番 | 規格品番   |
| 巻 | 発売日        | DVD      | BD         |
| -- | ------------- | -------- | ---------- |
| ＃ | 2018年3月28日 | N/A      | ZMAZ-11847 |

#### 書籍
- 『ゼロの使い魔 コンプリート』2006年11月30日初版第1刷発行（11月2日発売[94]）、ISBN 4-8401-1732-2
  - テレビアニメ版の設定資料、ストーリーダイジェスト、版権イラスト、キャスト・スタッフインタビューなどを収めたムック。原作者ヤマグチノボル・兎塚エイジによる、幼少時のルイズとアンリエッタを描いた短編『八年前』を収録。
- 『ゼロの使い魔 〜双月の騎士〜 コンプリート』2007年11月16日発売[95]、ISBN 978-4-8401-2091-3
  - 『ゼロの使い魔コンプリート』と同種の内容を収めたテレビアニメ版第2期のムック。原作者ヤマグチノボル・兎塚エイジによる、『ゼロのルイズの誕生』を収録。
- 『ゼロの使い魔 〜三美姫の輪舞〜 コンプリート』2009年1月31日初版第1刷発行（1月23日発売[96]）、ISBN 978-4-8401-2649-6
  - テレビアニメ版第3期の全エピソード&名シーンを再現。各アニメ誌、関連商品パッケージなどを飾ったイラストを収録。
- 『ゼロの使い魔 ビジュアルコレクション』 学研プラス、2008年3月27日発売[97]、ISBN 978-4-05-403716-8
  - 「メガミマガジン」外にも各アニメ・ゲーム誌などに描き下ろされたテレビアニメ版イラストを収録したビジュアルブック。収録リストには「アニメージュ」、「電撃G's magazine」、「月刊ニュータイプ」をはじめ各種あり。

## ゲーム
ゲーム版は、PlayStation 2用アドベンチャー（+SRPG）ゲームとしてマーベラスエンターテイメント（第1作発売時はマーベラスインタラクティブ）より発売されている。モバイルゲーム（『ゼロの使い魔モバイルADV』）については#携帯電話関連の節を参照。

### 小悪魔と春風の協奏曲
ゼロの使い魔 小悪魔と春風の協奏曲（ゼロのつかいま こあくまとはるかぜのコンチェルト）
2007年2月15日に発売されたゲーム第1作。2007年10月18日にBest Collection版（廉価版）が発売された。
ゲームオリジナルキャラクターとして、日本での才人の同級生であるハルナ（攻略対象ヒロイン）・トリスタニアで出会う旅劇団座長のウェザリー（主要キャラクター）が登場。
ファミ通 2007年2月23日号（No.949）の40点満点のクロスレビューでは24点の評価だった。

### 夢魔が紡ぐ夜風の幻想曲
ゼロの使い魔 夢魔が紡ぐ夜風の幻想曲（ゼロのつかいま むまがつむぐよかぜのファンタジー）
2007年11月29日に発売された第2作。
ゲームオリジナルキャラクターとして、とある遠国の姫クリスティナや何故か地下で眠っていたリシュが登場（いずれも攻略対象ヒロイン）。

### 迷子の終止符と幾千の交響曲
ゼロの使い魔 迷子の終止符と幾千の交響曲（まいごのピリオドといくせんのシンフォニー）
ゲーム第3作。通常版と限定版の2つが発売される。当初は、2008年10月23日発売予定だったが、1か月をすでに切った10月1日になって、11月に延期されることが発表、11月6日に発売された。
ゲームオリジナルキャラクターとして、王立の図書館を管理するリーヴル（攻略ヒロインではない）、中盤で登場する謎の少年ダンブリメが登場する。

### ゲーム主題歌
「Treasure」（小悪魔と春風の協奏曲 OP）
作詞・作曲 - ICHIKO / 編曲 - 新井理生 / 歌 - ICHIKO
「永遠を探したい」（小悪魔と春風の協奏曲 ED）
作詞 - 森由里子 / 作曲 - 牧野幸介 / 編曲 - 新井理生 / 歌 - ルイズ・フランソワーズ・ル・ブラン・ド・ラ・ヴァリエール（声 - 釘宮理恵）
「LOVE イマジネーション」（夢魔が紡ぐ夜風の幻想曲 OP）
作詞 - ICHIKO / 作曲・編曲 - 新井理生 / 歌 - ICHIKO
「Two Moons」（夢魔が紡ぐ夜風の幻想曲 ED）
作詞 - 森由里子 / 作曲 - 牧野幸介 / 編曲 - 新井理生 / 歌 - ルイズ・フランソワーズ・ル・ブラン・ド・ラ・ヴァリエール（声 - 釘宮理恵）
「Sweet Angel」（迷子の終止符と幾千の交響曲 OP）
作詞・作曲 - ICHIKO / 編曲 - 新井理生 / 歌 - ICHIKO
「青空のカケラ」（迷子の終止符と幾千の交響曲 ED）
作詞 - 森由里子 / 作曲・編曲 - 新井理生 / 歌 - ルイズ・フランソワーズ・ル・ブラン・ド・ラ・ヴァリエール（声 - 釘宮理恵）

## ゲスト出演作品
ヴァイスシュヴァルツ
ゼロの使い魔とゼロの使い魔Ｆのトライアルデッキとブースターパックがそれぞれ発売。
ねんどろいど じぇねれ〜しょん
「ねんどろいど」から派生した複数作品のクロスオーバー作品。
超ヒロイン戦記
複数作品のクロスオーバー作品。
乖離性ミリオンアーサー
2016年2月にコラボレーションカードを配布。
ブレス オブ ファイア6 白竜の守護者たち
2016年3月にコラボレーションイベントを開催。
神撃のバハムート
2017年3月にコラボレーションイベントを開催。
戦国アスカZERO
2017年5月にコラボレーションイベントを開催。
【18】 キミト ツナガル パズル
2018年1月にコラボレーションキャンペーンを開催。MF文庫Jとのコラボレーションのひとつ。
アンジュ・ヴィエルジュ 〜ガールズバトル〜
2018年2月にコラボレーションイベントを開催。MF文庫Jとのコラボレーションのひとつ。
天空のクラフトフリート
2018年3月にコラボレーションキャンペーンを開催。MF文庫Jとのコラボレーションのひとつ。

## キャラクターCD
- 「ゼロの使い魔」キャラクターCD1 ルイズ&才人編
  - ルイズ・フランソワーズ・ル・ブラン・ド・ラ・ヴァリエール
  - 平賀才人
- 「ゼロの使い魔」キャラクターCD2 ギーシュ&モンモランシー編
  - ギーシュ・ド・グラモン
  - モンモランシー・マルガリタ・ラ・フェール・ド・モンモランシ
- 「ゼロの使い魔」キャラクターCD3 タバサ&キュルケ編
  - タバサ
  - キュルケ・アウグスタ・フレデリカ・フォン・アンハルツ・ツェルプストー
- 「ゼロの使い魔」キャラクターCD4 シエスタ&アンリエッタ編
  - シエスタ
  - アンリエッタ・ド・トリステイン
- ゼロの使い魔〜双月の騎士〜 キャラクターCD1 ルイズ
- ゼロの使い魔〜双月の騎士〜 キャラクターCD2 アンリエッタ
- ゼロの使い魔〜双月の騎士〜 キャラクターCD3 シエスタ
- ゼロの使い魔〜双月の騎士〜 キャラクターCD4 エレオノール&カトレア with ルイズ
- ゼロの使い魔〜双月の騎士〜 感じるCD 〜ルイズ・キュルケ・タバサ〜
- ゼロの使い魔〜三美姫の輪舞〜 キャラクターCD 1 感じるルイズ
- ゼロの使い魔〜三美姫の輪舞〜 キャラクターCD 2 感じるティファニア
- ゼロの使い魔〜三美姫の輪舞〜 キャラクターCD3 感じるシエスタ
- ゼロの使い魔〜三美姫の輪舞〜 キャラクターCD4 感じるタバサ

## 携帯電話関連
ゲーム
ジグノシステムジャパンから、携帯サイト「本格メガゲームズ」にて2007年11月6日よりSoftBank版、同サイトにて11月12日よりDoCoMo版、2008年2月8日には「得する追加ゲーム」にてauのWIN端末（BREW）が配信。
テレビアニメ第2期をストーリーのベースとした、アドベンチャーゲームである。
アニメ動画
携帯サイト「メディモ!」（メディアファクトリー公式モバイルサイト）にて配信。待ち受け・着うた・flashゲームなども提供。
電子書籍
MEDIA FACTORY,INC.にて「ゼロの使い魔 App」が、2012年2月29日よりリリース。試し読みもある、電子書籍を購入できるアプリで、アニメ4期のPV視聴や壁紙の入手が可能だった。

## ネット配信関連

### インターネットラジオ
ゼロの使い魔 on the radio 〜トリステイン魔法学院へようこそ〜
メディファクラジオにて、2006年6月9日より2009年3月27日まで、全66回配信された。パーソナリティーはルイズ役の釘宮理恵と才人役の日野聡。
ゼロの使い魔 on the radio 〜トリステイン王国へようこそ〜
HiBiKi Radio Stationにて、2011年8月27日より2012年4月14日まで、全12回配信された。パーソナリティーはルイズ役の釘宮理恵と才人役の日野聡。

### インターネットテレビ
日野聡の「もう、使い魔なんて呼ばせない!」
『ゼロの使い魔〜双月の騎士〜』の次回放送の内容を紹介する番組としてアニメイトTVにて配信された。
概要
- MC - 日野聡（平賀才人役）
- 配信期間 - 2007年7月6日 - 9月21日（全12回）
- 配信日 - 毎週金曜日
- 配信サイト - アニメイトTV

ゲスト
- 第3回、第8回、第9回 - 平川大輔（ジュリオ役）
- 第4回 - 山川琴美（カトレア役）
- 第6回 - 井上奈々子（キュルケ役）
- 第11回 - 井上喜久子（エレオノール役）
- 第12回 - 釘宮理恵（ルイズ役）